# Eduard Cohen (Maler)

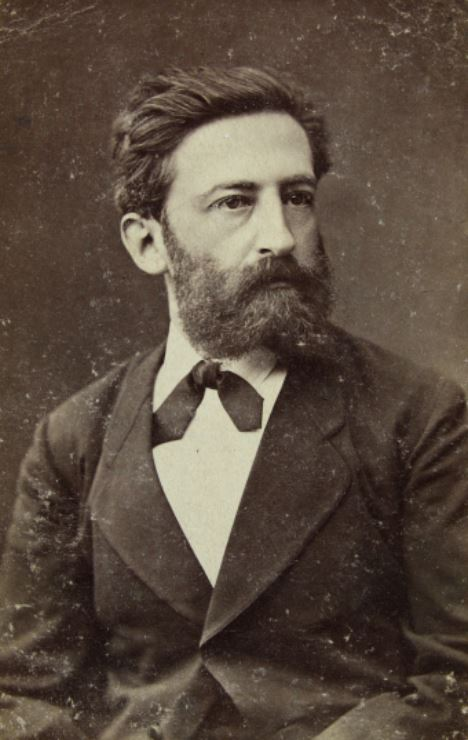
Porträtfoto von Eduard Cohen, fotografiert im Atelier des Münchner Hoffotografen Joseph Albert

Eduard Cohen (geboren 22. Juni 1838 in Hannover; gestorben 12. Dezember 1910 in Frankfurt am Main) war ein deutscher Landschaftsmaler.

## Leben
Cohen wurde am 22. Juni 1838 in eine angesehene jüdische Familie hineingeboren. Er war Sohn des Arztes und Medizinalrates Hermann Cohen (geboren 28. April 1805 in Hannover, gestorben 10. Januar 1891 ebenda) und der Sophie Sara, geborene Gleisdorffer (geboren 20. November 1810 in Regensburg, gestorben 8. Februar 1862 in Hannover), jüngerer Bruder von Siegmund Cohen (geboren circa 1837, gestorben circa 1878) und älterer Bruder von Ella (1843–1912), die am 3. Juli 1865 den Architekten Edwin Oppler (1831–1880) heiratete. Außerdem war er ein Neffe des Braunschweiger Bankiers und Vorkämpfers für die Emanzipation der Juden, Israel Jacobson (1768–1828).

### Werdegang und Familie

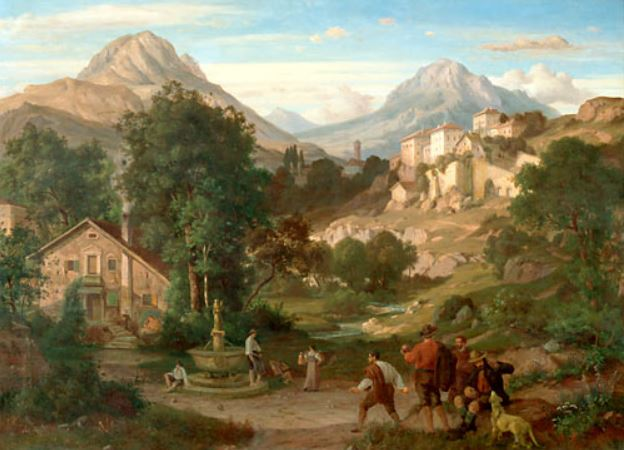
Eduard Cohen: Sommerabend in südlicher Landschaft

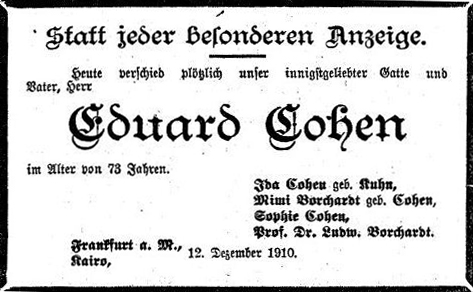
Todesanzeige vom 12. Dezember 1910 durch Cohens Ehefrau Ida sowie die Töchter „Mimi“ und Sophie sowie seinen Schwiegersohn Ludwig Borchardt

Von 1854 bis 1859 wurde im Auftrag von Eduards Vater durch den Architekten Hermann Hunaeus an der Georgstraße 35 Ecke Kanalstraße in Hannover das „Haus Cohen“ errichtet. Dort traf sich das gesellschaftliche Hannover jener Jahre, darunter der Architekt Heinrich Köhler, der Bildhauer Wilhelm Engelhard, der Schuldirektor Adolf Tellkampf oder der Pastor der Marktkirche, Hermann Wilhelm Bödeker.
Cohen war ein Schüler des Malers Edmund Koken in Hannover sowie von Albert Zimmermann in Wien und Friedrich Preller in Weimar. Er unternahm mehrere Reisen und hielt sich 1867 bis 1870 längere Zeit in Italien auf, dem Land, dem er viele Motive für seine Bilder verdankte. Danach ließ sich Cohen in Frankfurt am Main nieder.
Am 14. Mai 1876 heiratete Eduard Cohen in Frankfurt am Main die in Cincinnati geborene Ida Kuhn (geboren 12. Oktober 1853; gestorben 15. Januar 1930), mit der er vier Kinder hatte: Emilie „Mimi“ (1877–1948), die den Architekten und Ägyptologen Ludwig Borchardt heiratete, Sophie (1881–1933), Edwin (1887–1888) und Albert (1890–1890).
Eduard Cohen starb am 12. Dezember 1910 im Alter von 72 Jahren in Frankfurt am Main.

### Engagement für jüdische Kunst
Cohen war Mitglied und Teil des Zentralkomitees der Gesellschaft zur Erforschung jüdischer Kunstdenkmäler in Frankfurt am Main und dort seit 1907 auch stellvertretender Schatzmeister. Auf der 9. Außerordentlichen Hauptversammlung am 30. April 1911 informierte Julius Goldschmidt als Vorsitzender der Gesellschaft die Anwesenden über seinen Tod. Des Weiteren wird er als aktiver Unterstützer (Stifter) im Verzeichnis der Wohltäter der Lehranstalt für die Wissenschaft des Judentums erwähnt.